# 진 이공
진 이공(陳 夷公, ? ~ 기원전 778년, 재위: 기원전 780년 ~ 기원전 778년)은 중국 춘추 시대 진(陳)나라의 9대 임금으로, 휘는 열(說)이다.

## 사적
아버지 무공(武公)이 죽은 후 뒤를 이었다.
이공 3년(기원전 778)에 죽으니, 동생 섭(燮)이 뒤를 이었다.
| 전임 아버지 무공 영 | 제9대 진나라의 후작 기원전 780년 ~ 기원전 778년 | 후임 동생 평공 섭 |